# Brian Williams
Brian Douglas Williams (Riglewood, Nova Jérsia, 5 de Maio de 1959) foi apresentador por dez anos no NBC Nightly News, o programa noticiário noturno da rede de televisão National Broadcasting Company (NBC), posição esta que assumiu em 2004. Williams foi listado entre as 100 pessoas mais influentes do mundo pela revista Time Magazine em 2007 e em 2010, um proeminente observador dos media apelidou-o de "o Walter Cronkite do século XXI".
Em 2015, Brian Wiliams foi suspenso do seu papel de apresentador, devido a exagerar as suas experiências durante um ataque de helicóptero no Iraque.
Atualmente, Williams é apresentador de notícias de última-hora da rede de TV americana MSNBC, pertencente ao grupo NBC.
Lembranças imprecisas da Guerra do Iraque
Em fevereiro de 2015, Williams relatou durante o Nightly News que, ao cobrir uma matéria durante as invasões americanas ao Iraque, em 2003, o helicóptero no qual ele estava abordo havia sido atingido por um RPG  (lança-granadas), forçando o helicóptero a aterrissar. Suas reportagens iniciais indicou que o helicóptero à frente havia sido atingido pelo RPG, no entanto, em uma entrevista em 2013 e durante o Nightly News transmitido em 30 de Janeiro de 2015, Williams relatou o incidente afirmando que o helicóptero no qual ele estava havia sido atingido pelo RPG. Sua história foi rapidamente criticada e desmentida por alguns soldados que estavam a bordo de um dos três helicópteros que havia sido atingido.
Em 4 de fevereiro, durante a transmissão do Nightly News, Williams pediu desculpas e disse que havia cometido um erro ao recordar dos fatos acontecidos há 12 anos. Em 6 de fevereiro, o presidente da NBC abriu uma investigação interna sobre Brian Williams. No dia seguinte, Williams anunciou que iria se afastar da ancoragem do telejornal durante as investigações.
O The New York Times divulgou matéria em que apontou queda na credibilidade de Williams após as falsas recordações. Antes do escândalo, ele se encontrava entre as 25 pessoas com mais credibilidade para o público nos Estados Unidos, agora, caiu para a 835ª posição.
Em 10 de Fevereiro de 2015, o presidente da NBC News, suspendeu Brian Williams por um período de seis meses e sem direito a remuneração. O presidente da NBC Universal afirmou que as ações de Williams eram indesculpáveis e a suspensão era grave e adequada, mas que ele merecia uma segunda chance para tentar recuperar de volta a confiança.
Reportagem questionada durante o Furacão Katrina
Durante o Furacão Katrina, em 2005, no intuito de levar mais informações sobre o local, e tentar mostrar a realidade das pessoas que moravam nos locais atingidos para os telespectadores, Williams viajou até Nova Orleãs. Hospedado em um hotel, Brian relatou ter visto da janela do mesmo um cadáver boiando. O gerente do Hotel nega que corpos tenham flutuado na frente do hotel, embora tais corpos foram vistos nas proximidades dele. O bairro onde se localiza o hotel, de fato, sofrera poucas inundações, mas um geógrafo de Nova Orleãs afirma que a área em frente ao hotel havia sido inundada.
Williams também disse que ele acidentalmente havia ingerido água da inundação, o que lhe causou disenteria. Um estudo feito em 2005 concluiu que não foram documentados casos de disenteria entre os centros de evacuação.
De acordo com uma reportagem da CNN, Williams também se referiu de forma inconsciente a um suicídio que ocorrera em Nova Orleãs no momento do Katrina.
Críticos também têm sido céticos sobre Williams declarar em 2014 que o hotel cujo ele havia se hospedado na época do Katrina, em Nova Orleãs foi "invadido por gangues". Além disso, com base nas intervistas de Williams, um comentarista da CBS News escreveu que "gangues armadas 'invadiram o hotel'", aterrorizando alguns hóspedes, contudo, um executivo de negócios de Seattle, hospedado mais ou menos ao mesmo tempo, afirmou que não ter visto "gangues criminosas" no local, mas que um elemento considerado perigoso havia ficado lá. Ele afirmou que alguns poucos policiais foram postos dentro do hotel a fim de manter a paz lá dentro, e que houve "momentos assustadores" durante seu tempo de hospedagem. Algumas outras histórias como lojas e supermercados saqueados durante a temporada do Katrina foi relatado, entretanto, casos de violência na cidade haviam sido contados de forma exagerada
Linha do tempo da carreira:
- 1981: KOAM-TV
- 1982–1984: Correspondente da WTTG-TV
- 1985: Apresentador do Panorama
- 1985–1987: Correspodente de Nova Jérsia da WCAU-TV
- 1987–1993: Apresentador de dia útil e de fim-de-semana a noite da WCBS-TV
- 1993–1994: Correspondente da NBC News
- 1994–1996: Correspondente da Casa Branca da NBC News
- 1996–2004: Apresentador do The News with Brian Williams
- 2004–2015: Apresentador do NBC Nightly News
- 2011–2013: Apresentador do Rock Center with Brian Williams
- 2015: Suspensão de seis meses do NBC Nightly News por falsas experiências na Guerra do Iraque
- 2015-presente: MSNBC âncora de noticiário diurno